# Gruvstugan
Gruvstugan är en småort i Krokeks socken i Norrköpings kommun, Östergötlands län.